# Dipuo Peters
Elizabeth Dipuo Peters (sinh ngày 13 tháng 5 năm 1960 tại Kimberley, Bắc Cape)  là Bộ trưởng Bộ Giao thông Vận tải Cộng hòa Nam Phi (từ ngày 10 tháng 7 năm 2013) cho đến ngày 30 tháng 3 năm 2017, trong chính quyền Zuma và cựu Bộ trưởng Bộ Năng lượng từ 2009-2013 đã từng là người kế nhiệm Manne Dipico với tư cách là Thủ tướng thứ hai của tỉnh Bắc Cape, từ 22 tháng 4 năm 2004 đến 10 tháng 5 năm 2009. Là 1 thành viên của Đại hội Dân tộc Phi (ANC), Dipuo Peters phục vụ trong Ủy ban Điều hành Quốc gia Liên đoàn Phụ nữ. Dipuo Peters đã từ chức như một thành viên của quốc hội cho Quốc hội Châu Phi.

## Giáo dục
Dipuo Peters đã đi học tại Trường trung học cơ sở Tidimalo và Trường trung học cơ sở Tshireleco ở Kimberley. Sau đó, cô đã học lấy bằng Cử nhân Nghệ thuật về Công tác Xã hội của Đại học Bắc  (1987). Sau đó, cô đã học lấy Chứng chỉ về Phát triển và Chính sách công của Đại học Western Cape (1996); Chứng chỉ Quản lý điều hành của Trường Đại học Kinh doanh Đại học Cape Town (2002); và Chứng chỉ Quản lý chính sách quốc tế, từ Havana, Cuba (2002).

## Sự nghiệp chính trị
Dipuo Peters gia nhập Học sinh Cơ đốc trẻ tuổi, nơi hoạt động chính trị của cô bắt đầu. Cô tham gia vào Đội hình Thanh niên trong nhà thờ và cộng đồng. Cô là Phó chủ tịch của Diễn đàn phụ nữ tại AZASO, sau này trở thành SASCO tại Đại học Bắc. Tại Kimberley, Dipuo Peters là thành viên của Đại hội giới trẻ Galeshewe, một chi nhánh của Mặt trận Dân chủ Thống nhất (UDF). Cô làm việc như một nhà tổ chức khu vực tình nguyện cho Liên minh Lao động trong nước Nam Phi, tuyển dụng, tổ chức, giáo dục và tư vấn cho lao động trong nước ở Bắc Cape (1987). Từ 1987 đến 1990 Dipuo Peters là Trưởng phòng Phụ nữ tại Đại hội Thanh niên Nam Phi. Năm 1990, cô gia nhập Liên đoàn Thanh niên Quốc hội Châu Phi với tư cách là thư ký phụ nữ, từng là Nhà tổ chức phụ nữ của Hội đồng điều hành quốc gia (NEC) của Đại hội thanh niên Nam Phi (SAYCO), 1987 đến 1990. Cựu Bộ trưởng Giao thông Dipuo Peters tuyên bố bà đã từ chức thành viên Nghị viện ANC để tập trung vào sức khỏe của mình và gia đình.